# Hepatica linealis
Hepatica linealis là một loài bướm đêm trong họ Noctuidae.